# Ranxeria índia Susanville
La Ranxeria índia Susanville és una ranxeria reconeguda federalment d'amerindis dels Estats Units que aplega una comunitat mixta de les tribus washoe, achomawis, Maidu muntanyencs, paiute del nord i atsugewis.

## Reserva
Fundada en 1923, la ranxeria Susanville, situada al comtat de Lassen (California) tenia una superfície de 150 acres (0.61 km²) en 2000. En 1923 la Ranxeria baixa tenia 30 acres (120.000 m²). El cementiri de Susanville, de 0,53 acres (2.100 m²), fou adquirit en 1975. L'Alta Ranxeria incloïa 120 acres (0,49 km²) adquirits en 1978 i 875 asquirits en 2002, en total 995 acres (4,03 km²). a Herlong la tribu va adquirir 72 acres (290.000 m²) en 2000 en tenia pendents 50 acres més. Després donaren a la tribu 80 acres (320,000 m²) a Ravendale. I el 2003 la tribu va comprar 160 acres (0,65 km²) a Cradle Valley. La superfície total de la ranxeria Susanville en 2010 era d'un total de 1.337,53 acres (5,4128 km²).

## Govern i economia
La ranxeria índia de Susanville és governada per un consell electe de set membres que té la seu a Susanville (Califòrnia). La tribu posseeix i gestiona el Casino Diamond Mountain, el 24 Hour Cafe, Lava Rock Grill, i el Casino Hotel Diamond Mountain, tots ells a Susanville.

## Història
En 1923 els indis locals sense terres van comparar els primers 30 acres de la reserva. Van obtenir estatut federal i una constitució el 3 de març de 1969 sota la Llei de Reorganització Índia de 1934.